# Picrospora anastrota
Picrospora anastrota är en fjärilsart som beskrevs av Edward Meyrick 1912. Picrospora anastrota ingår i släktet Picrospora och familjen säckspinnare. Inga underarter finns listade i Catalogue of Life.